# Soto del Barco
Soto del Barco è un comune spagnolo di 4 174 abitanti situato nella comunità autonoma delle Asturie. Le località del territorio San Juan de la Arena, Soto e Riberas de Pravia sono attraversate dal fiume Nalón.

## Parrocchie civili
- San Juan de La Arena (1 560 abitanti)
- La Corrada (424)
- Ranón (208)
- Riberas (451)
- Soto (1.563)